# Shukri Ghanem
Shukri Mohammed Ghanem (ar. شكرى محمد غانم ), rođen 1942., bivši je Glavni tajnik Narodnog komiteta  Velike Socijalističke Narodne Libijske Arapske Džamahirije (odgovara dužnosti predsjednika Vlade). Na tu dužnost imenovao ga je Muammar al Gaddafi u lipnju 2003. godine, a dužnost je obnašao do ožujka 2006. godine, kada ga je zamijenio njegov dotadašnji zamjenik Baghdadi Mahmudi.